# Catalan od Monaka
Catalan od Monaka (Monako, o. 1415. – Monako, srpanj 1457.), monegaški gospodar iz dinastije Grimaldi. Bio je stariji sin Ivana I. od Monaka i Pomelline Fregoso. Preuzeo je vlast poslije smrti svoga oca, ali nije dugo vladao. Bio je u braku s Blanche del Carretto s kojom je imao jedno dijete, kćer Claudine. Kako bi osigurao opstanak dinastije i osigurao kćeri prijestolje, udao ju je za rođaka Lamberta Grimaldija di Antibesa, koji je postao budući gospodar Monaka.
| Prethodnik:             | Gospodar Monaka (1454. – 1457.) | Nasljednik:              |
| Ivan I. (1419. – 1454.) | Gospodar Monaka (1454. – 1457.) | Claudine (1457. – 1458.) |